# Stella Maessen
Stella Maessen, (Zandvoort, Holanda Septentrional, 6 de agosto de 1953) es una cantante neerlandesa, conocida por su participación en el Festival de la Canción de Eurovisión 1970, 1977, formando parte de un grupo y cantando en solitario en 1982.

## Hearts of Soul
En 1969 Stella y sus hermanas mayores Patricia y Bianca formaron el grupo Hearts of Soul. Tras varios singles y un nº 11 con "Fat Jack", tomaron parte en el Festival de la Canción de Eurovisión 1970 representando a Holanda, con la canción "Waterman" que tuvo lugar el 21 de marzo en Ámsterdam. Según las reglas de Eurovisión vigentes en 1970, los grupos no podían competir en Eurovisión, por lo que actuaron con el nombre 'Patricia and the Hearts of Soul', haciendo que Stella y Bianca aparecieran como coristas y Patricia como solista. El grupo alcanzó la séptima plaza de doce participantes.

## Dream Express
En 1973, las hermanas Maessen se mudaron a Bélgica donde trabajaron como vocalistas. Bianca se casó con el cantante belga Luc Smets, y los cuatro decidieron formar el grupo Dream Express, alcanzando el éxito con el sencillo, también llamado "Dream Express", con un nº 2 de las listas flamencas en 1976. En 1977, Dream Express ganó la preselección belga para elegir representante en el Festival de la Canción de Eurovisión 1977, con la canción "A Million In One, Two, Three".  Cantada en inglés, fue considerada favorita aquel año, el festival tuvo lugar en Londres el 7 de mayo. Su séptima plaza de 17 participantes se consideró decepcionante.  Patricia abandonó Dream Express poco después, el resto de componentes formaron un grupo llamado LBS antes de disolverse en 1981.

## Carrera en solitario
En 1981, ahora llamada simplemente Stella, Maessen participó en la preselección belga como solista con la canción "Veel te veel" ("Demasiado numerosos"), alcanzando la final pero sin ganar la representación de Bélgica para Eurovisión.  Volvió a intentarlo en 1982 con la canción en francés "Si tu aimes ma musique" ("Si te gusta mi música"), con la que participó en el Festival de la Canción de Eurovisión 1982 que tuvo lugar el 24 de abril en Harrogate, Inglaterra.  Aunque el concurso demostró aquel año ser cosa de una sola participante, la alemana Nicole, Maessen consiguió un meritorio cuarto puesto de 18 participantess, consiguiendo el raro mérito de ser votada por todos los demás países.
Maessen continuó actuando y grabando hasta 1988, cuando su último single, "Flashlight", fue editado.
En noviembre de 2010 Stella lanzó un nuevo single con sus hermanas Bianca y Doreen Maessen como "Hearts of Soul": "Suddenly You".